# البيت الأبيض (قرغيزستان)
البيت الأبيض هو المقر الرئيسي التابع لحكومة قيرغيزستان، يقع في العاصمة بيشكك، يتم من خلاله اتخاذ كافة القرارات السيادية في الجمهورية القرغيزية.
كان البيت الأبيض موقعًا لأحداث ثورة التوليب سنة 2005، وأحداث ثورة قيرغيزستان 2010. خلال أحداث 2010 اندلع حريق وألحق أضرارًا بأجزاء من المبنى ودمر النسخ المطبوعة للعديد من السجلات الحكومية.

## المبنى
المبنى عبارة عن مبنى طويل مكون من سبعة طوابق تم بناؤه على الطراز الستاليني الحديث. الجزء الخارجي مغطى بالرخام. أمام المبنى سرير كبير من الزهور الحمراء يمثل العلاقات بين الدول السوفيتية. في عام 1985، تم بناء المبنى ليكون موقع مقر اللجنة المركزية للحزب الشيوعي.